# Rincón de Pereira
Rincón de Pereira é uma localidade uruguaia do departamento de Tacuarembó, na zona sudeste do departamento. Está situada a 100 km da cidade de Tacuarembó, capital do departamento.

## Toponímia
O nome da localidade vem da Cuchilla de Pereira. 

## População
Segundo o censo de 2011 a localidade contava com uma população de 23 habitantes.
| Variação demográfica do município entre 2004 e 2011 |
|                                                     |

## Geografia
Rincón de Pereira se situa próxima das seguintes localidades: ao norte, Las Toscas de Caraguatá, a oeste, Montevideo Chico, ao sul, Arévalo (Cerro Largo) e ao sudoeste, La Paloma (Durazno) .

## Autoridades
A localidade é subordinada diretamente ao departamento de Tacuarembó, não sendo parte de nenhum município tacuaremboense.

## Religião
A localidade possui uma capela "Virgem Milagrosa", subordinada à paróquia "Santissimo Sacramento y Santa Terezinha" (cidade de Las Toscas de Caraguatá), pertencente à Diocese de Tacuarembó

## Transporte
A localidade possui a seguinte rodovia:
- Ruta 06, que liga Montevidéu à cidade de Paso Hospital, continuando até a Fronteira Brasil-Uruguai - e a uma estrada que continua até a cidade gaúcha de Bagé - (Arroio São Luís) [8][9][10]